# Shawn P. Wilbur
Shawn P. Wilbur, född 1963, är en nutida amerikansk individualanarkist och mutualist som forskar i den amerikanska individualanarkismens tidiga historia.